# Rosenberg (Texas)
Rosenberg ist eine Stadt im Fort Bend County des Bundesstaats Texas in den Vereinigten Staaten von Amerika und Teil der Houston–Sugar Land–Baytown Metropolitan Area. Das U.S. Census Bureau hat bei der Volkszählung 2020 eine Einwohnerzahl von 38.282 ermittelt.

## Geographie
Die Stadt liegt am Highway 59, etwa 50 Kilometer südwestlich von Houston, zentral im Fort Bend County und hat eine Gesamtfläche von 55,1 km².

## Geschichte
Benannt wurde die Stadt nach Henry von Rosenberg, einem Schweizer Auswanderer, der 1843 in die Vereinigten Staaten kam und später der erste Präsident der Gulf, Colorado and Santa Fe Railway wurde. Die Besiedlung der Gegend begann 1823 durch Mitglieder von Stephen F. Austins Old Three Hundred.

## Demografische Daten
Nach der Volkszählung im Jahr 2000 lebten hier 24.043 Menschen in 7.933 Haushalten und 5.973 Familien. Die Bevölkerungsdichte betrug 436,8 Einwohner pro km². Ethnisch betrachtet setzte sich die Bevölkerung zusammen aus 65,69 % weißer Bevölkerung, 8,53 % Afroamerikanern, 0,37 % amerikanischen Ureinwohnern, 0,38 % Asiaten, 0,04 % Bewohnern aus dem pazifischen Inselraum und 22,17 % aus anderen ethnischen Gruppen. Etwa 2,81 % waren gemischter Abstammung und 54,96 % der Bevölkerung waren spanischer oder lateinamerikanischer Abstammung.
Von den 7.933 Haushalten hatten 41,3 % Kinder unter 18 Jahre, die im Haushalt lebten. 53,4 % davon waren verheiratete, zusammenlebende Paare. 15,7 % waren allein erziehende Mütter und 24,7 % waren keine Familien. 20,8 % aller Haushalte waren Singlehaushalte und in 8,1 % lebten Menschen, die 65 Jahre oder älter waren. Die Durchschnittshaushaltsgröße betrug 3,00 und die durchschnittliche Größe einer Familie belief sich auf 3,48 Personen.
30,9 % der Bevölkerung waren unter 18 Jahre alt, 10,8 % von 18 bis 24, 30,0 % von 25 bis 44, 18,5 % von 45 bis 64, und 9,8 % die 65 Jahre oder älter waren. Das Durchschnittsalter war 30 Jahre. Auf 100 weibliche Personen aller Altersgruppen kamen 98,6 männliche Personen. Auf 100 Frauen im Alter von 18 Jahren und darüber kamen 95,2 Männer.
Das jährliche Durchschnittseinkommen eines Haushalts betrug 35.510 USD, das Durchschnittseinkommen einer Familie 39.965 USD. Männer hatten ein Durchschnittseinkommen von 28.723 USD gegenüber den Frauen mit 21.945 USD. Das Prokopfeinkommen betrug 14.814 USD. 16,1 % der Bevölkerung und 13,6 % der Familien lebten unterhalb der Armutsgrenze. Davon waren 20,7 % Kinder und Jugendliche unter 18 Jahren und 12,9 % waren 65 oder älter.

## Söhne und Töchter der Stadt
- Dexter Pittman (* 1988), Basketballspieler
- Errol Nolan (* 1991), jamaikanisch-US-amerikanischer Sprinter